# Det stærkeste barn
Det stærkeste barn er en dansk kortfilm fra 2018 instrueret af Svend Colding.

## Handling
Karla er fem år og i krise. Hendes storebror gider ikke lege med hende, fordi hun er for lille og slap. Hun søger råd hos børnehavens pædagogmedhjælper, Amir, som begynder at styrketræne med Karla. Men lige meget duer det, Nikolaj vil fortsat ikke lege med hende, da hun stadig har spaghettiarme. Karla mister troen på sig selv, så Amir gør alt hvad han kan, for at Karla kan genvinde selvtilliden og vinde kampen mod Nikolaj.

## Medvirkende
- Celine Mortensen, Karla
- Zaki Nobel Mehabil
- Rumle Risom
- Nikolaj B. Feifer
- Tali Piontek